# Schwarzlinienschnitt
Der Schwarzlinienschnitt ist die dominierende Form der Holzschnitt-Technik. Der Holzblock wird so bearbeitet, dass die Linien und Flächen der Zeichnung als Grate, Stege oder Inseln stehenbleiben. Die erhabenen Teile, die anschließend mit Druckfarbe eingefärbt werden, geben also positiv die ursprüngliche Zeichnung in Linien und Schwarzflächen wieder.
Dies unterscheidet den Schwarzlinienschnitt vom Weißlinienschnitt, der sich im 16. Jahrhundert entwickelte.
Bei Technik des Schwarzlinienschnitts entstehen nur Plastizitätsschraffuren, aber keine Tönungen. Kommen diese doch hinzu, so spricht man vom farbigen Faksimileschnitt, sofern das grafische Element der Schwarzzeichnung dabei im Vordergrund steht und die Töne dann ähnlich einer Kolorierung zu diesem Gerüst hinzu kommen. Das „farbig“ bei dieser Schnitttechnik ist nicht wörtlich zu nehmen, da es sich hier nicht um Mehrfarbigkeit handelt. Die Vorlage ist hierbei eine kolorierte oder lavierte Zeichnung. Wird eine Kreidezeichnung wiedergegeben, verwendet man die Kornmanier, bei der die Linien durch nachträgliches, unregelmäßiges Zerschneiden gebrochen (gekörnt) werden. 